# Sztuka scytyjska

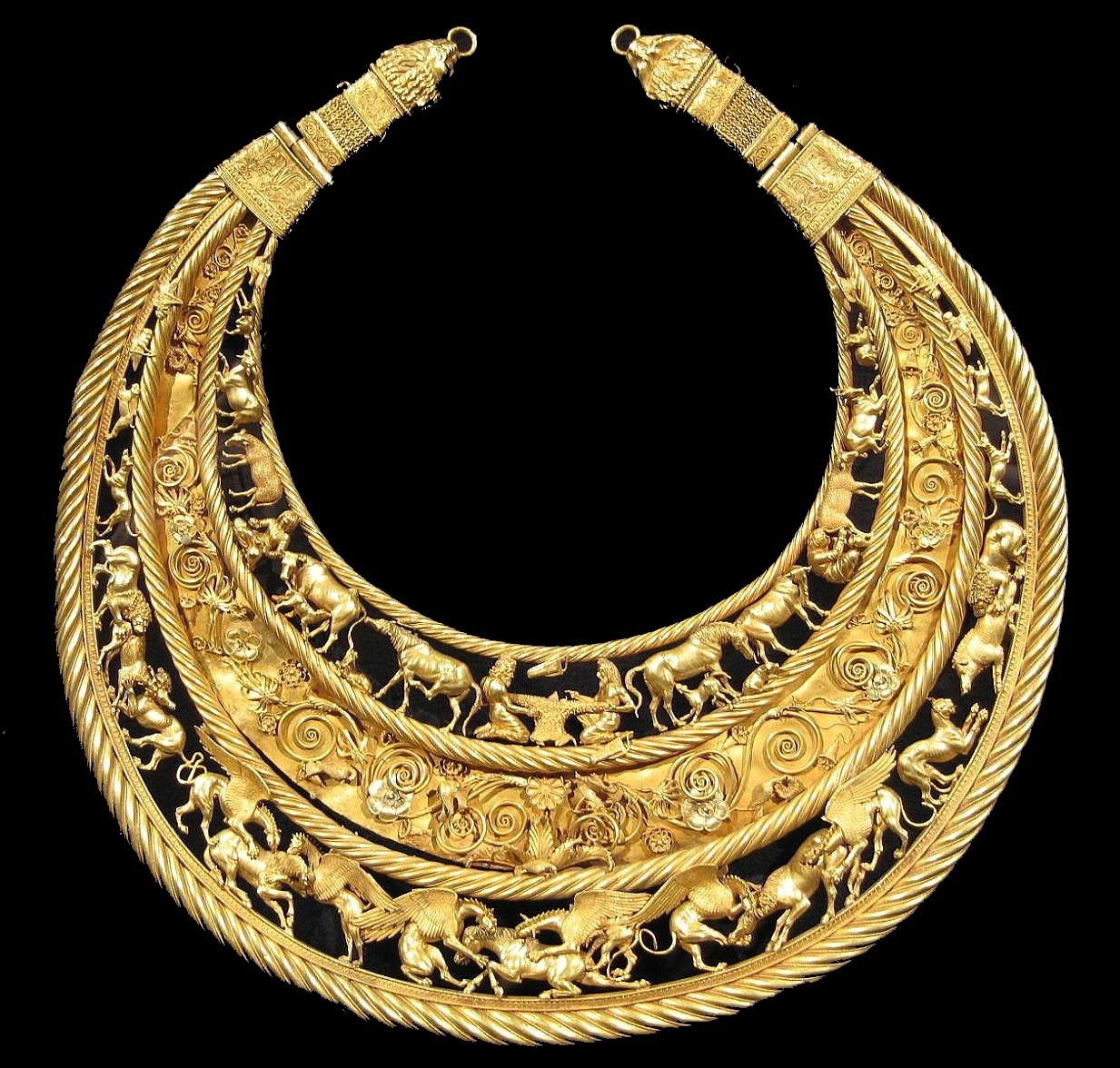
Pektorał z Towstej Mohyły

Sztuka scytyjska – rozwijała się na terenach zamieszkanych przez koczownicze plemiona Scytów w okresie od VII wieku p.n.e. do III wieku p.n.e. Swoim zasięgiem objęła obszar od Syberii na wschodzie po Śląsk i Łużyce na zachodzie.
Wraz z powstawaniem kolonii greckich na brzegu Morza Czarnego wzrastało oddziaływanie sztuki greckiej na sztukę scytyjską. Większość odnalezionych zabytków to przedmioty odkryte w kurhanach królewskich i osób należących do arystokracji.
Budowa kurhanów odkrytych na ziemiach Scytów była zróżnicowana. W dolinie Kubania odkryto kurhany Keremelskie i Ulskie z komorami grobowymi osłoniętymi drewnianą konstrukcją. Nad nimi znajdował się namiotowy dach obsypany ziemią. Na Krymie występowały kurhany o komorach kamiennych, przykrytych sklepieniem pozornym (np. Kul Oba). Obszar Dniepru to olbrzymie kopce kryjące groby zbudowane z wielu komór połączonych ze sobą korytarzami (kurhany królewskie z IV–III wieku p.n.e.).
Większość grobowców została obrabowana, może nawet w starożytności. Przedmioty odnalezione w XVIII wieku (zbiory zgromadzone w Ermitażu) i w czasach późniejszych to przede wszystkim wyroby rzemieślnicze, świadczące o wysokim poziomie artystycznym twórców. Wyroby uznane za dzieło greckich rzemieślników odnaleziono w kurhanach Kul Oba, Czertomłyk i Sołocha. Są to przedmioty wykonane ze złota, elektronu i srebra. Naczynia, grzebienie, złote blaszki do ozdoby odzieży, obicia uzbrojenia dekorowane są reliefem z wizerunkami wojowników scytyjskich (świadczy o tym strój i uzbrojenie przedstawianych osób).

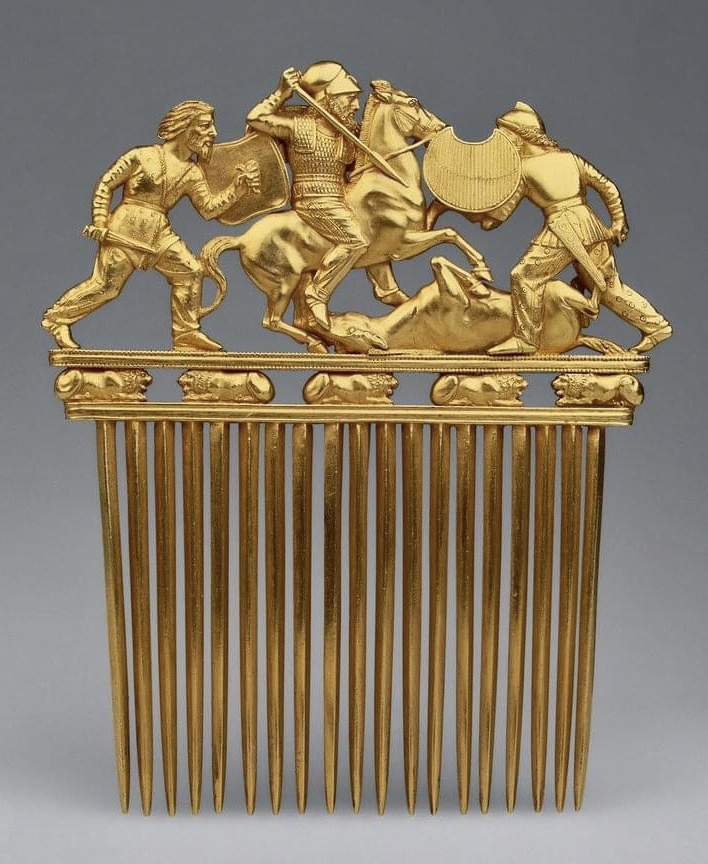
Złoty grzebień z kurhanu Sołocha

Do najbardziej znanych znalezisk należą, znajdujące się w zbiorach Ermitażu:
- złoty grzebień z kurhanu Sołocha koło Nikopola, datowany na okres ok. V – IV wiek p.n.e., ozdobiony pełnoplastyczną rzeźbą walczących wojowników. Biorący udział w walce noszą typowe dla ludów koczowniczych spodnie, ale osłaniają się greckimi tarczami. Poniżej sceny bitewnej umieszczono fryz z pięcioma leżącymi lwami, który łączy rzeźbę z zębami grzebienia
- srebrne naczynie z kurhanu Czestych koło Woroneża, datowane na IV wiek p.n.e., ozdobione płaskorzeźbą przedstawiającą wojowników z łukami w scytyjskich strojach (w spodniach i kaftanach). Uzupełnieniem reliefu są greckie ornamenty opasujące scenę i umieszczone w dolnej części naczynia.

Do wykonanych przez artystów scytyjskich zaliczane są wyroby w tzw. stylu animalistycznym. Są to ozdoby broni i końskiej uprzęży w postaci figuralnych przedstawień zwierząt i ptaków drapieżnych. Najpopularniejsze są wizerunki lwów, panter, orłów, jastrzębi i jeleni oraz zwierząt fantastycznych – gryfów i smoków. Oprócz całych postaci ukazywane są ich głowy, rogi, łapy i szpony. Najstarsze znaleziska datowane są na koniec VII wieku p.n.e. Do VI wieku p.n.e. zazwyczaj były to formy realistyczne, które stopniowo uległy stylizacji. Kompozycje cechuje silna ekspresja oraz tendencja do uwydatniania części ciała zwierząt związanych z walką (rogi, dzioby, kopyta). Do ozdób tego typu należą (znajdujące się w Ermitażu) znaleziska z kurhanów Kelemerskich, Ulskich i kurhanu Kostromskiego. Najbardziej znanym eksponatem jest złoty jeleń datowany na VI wiek p.n.e. Ta stylizowana blacha zdobiła najprawdopodobniej tarczę. Jeleń ukazany jest w momencie skoku, z wyciągniętą głową i podwiniętymi nogami. Poroże skomponowane w fantazyjny sposób o esowatych liniach zostało przesadnie wyolbrzymione.
Rzeźbę reprezentują dzieła zachowane nielicznie, m.in. relief przedstawiający króla Skilura i jego syna Palaka.
Przedmioty odnalezione na terenie południowej Syberii, określane też mianem sztuki scytyjsko-syberyjskiej, cechuje większa różnorodność. Postacie zwierząt występują pojedynczo lub w stylizowanych kompozycjach (np. walczących grupach). Pełnoplastyczne rzeźby i reliefy są rysowane lub wycinane. Głowy zwierząt i całe ich ciała przedstawiane są w pełnym ekspresji skręcie, często zmieniane są proporcje. Zachowały się przedmioty wykonane ze złota, srebra, brązu, miedzi i cyny oraz gliny, kłów, rogów, skór, włosia końskiego, tkanin, a nawet kory i łyka. Sprzyjał temu klimat, który spowodował „wieczne” zamarznięcie zalanych wodą komór grobowych. Znaleziska łączone są nie tylko z plemionami scytyjskimi, ale także z twórczością innych ludów koczowniczych i pasterskich tego obszaru (m.in. plemiona Saków). Znaczną część tych dzieł zgromadził dla cara Piotra I gubernator Syberii M.P. Gagarin.
W III wieku p.n.e. wędrujący na zachód Sarmaci wyparli Scytów, przyczyniając się w dużej mierze do upadku ich państwa. Przejęli osiągnięcia sztuki scytyjskiej i scytyjsko-syberyjskiej, tworząc własne formy stylu animalistycznego (sztuka sarmacka).
Niektóre elementy sztuki scytyjskiej, częściowo za pośrednictwem Sarmatów, wywarły wpływ na sztukę przedromańską Europy Zachodniej.
Charakterystycznym elementem ubioru Scytów jest szpiczasta czapka, popularna wśród średniowiecznej arystokracji około roku 1400, tzw. hennim lub princess hat (kapelusz księżniczek). Znany z malowideł, rzeźb, a także wykopany z grobów ludzi o pokroju europejskim z chińskiej prowincji Xiang, zamrożonych w wiecznej zmarzlinie 2500 lat temu.

## Zabytki sztuki scytyjskiej

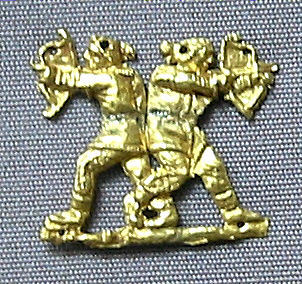
Scytyjscy łucznicy, prawdopodobnie z kurhanu Kul Oba na Krymie, 350-400 p.n.e.
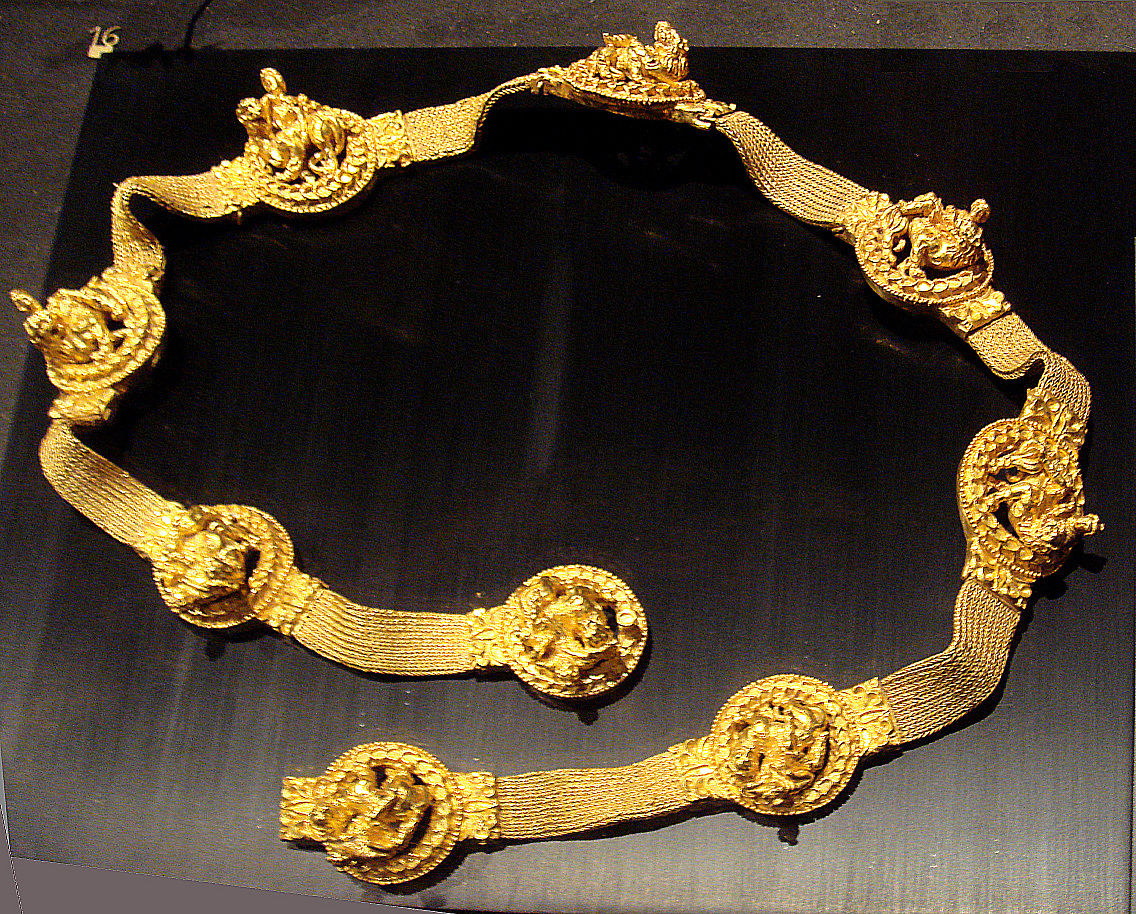
Scytyjski pas, Muzeum Guimet w Paryżu
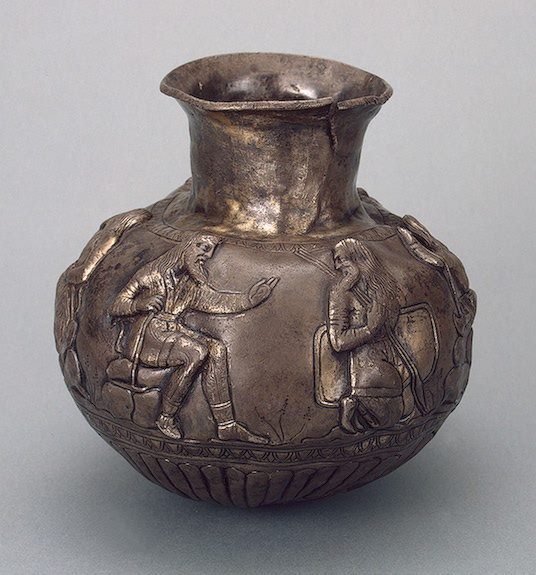
Waza z elektronu z wyobrażeniem władców scytyjskich: Targitaja i jego syna Kopaksaja; Ermitaż, Sankt Petersburg

## Literatura
- Sztuka Świata – t. 3, Praca zbiorowa, Wydawnictwo Arkady, 1999 r.